# Abietinaria merkii
Abietinaria merkii is een hydroïdpoliep uit de familie Sertulariidae. De poliep komt uit het geslacht Abietinaria. Abietinaria merkii werd in 1884 voor het eerst wetenschappelijk beschreven door Gustav Heinrich Kirchenpauer. 